# Щелкунов, Серафим Иванович
Серафим Иванович Щелкунов (1904—1977) — советский учёный-медик, гистолог, организатор здравоохранения и медицинской науки, доктор медицинских наук (1937), профессор (1939). Член-корреспондент АМН СССР (1953).

## Биография
Родился 27 февраля 1904 года в городе Судиславле Костромской губернии.
Участник Гражданской войны на стороне РККА в составе частей Особого назначения. С 1922 по 1924 годы обучался в рабочем факультете, с 1924 по 1925 годы проходил обучение в Пермском государственном университете.
С 1925 по 1930 годы проходил обучение в Военно-медицинской академии имени С. М. Кирова. С 1930 по 1933 годы обучался в адъюнктуре кафедры нормальной анатомии и гистологии, ученик профессоров А. А. Заварзина и В. Н. Тонкова.
С 1933 по 1940 годы — младший преподаватель, преподаватель и старший преподаватель кафедры морфологии Военно-медицинской академии имени С. М. Кирова и одновременно научный сотрудник отдела морфологии Всесоюзного института экспериментальной медицины. С 1940 по 1942 годы работал в должности начальника кафедры гистологии и эмбриологии Куйбышевской военно-медицинской академии РККА. С 1942 по 1948 годы — профессор кафедры гистологии и эмбриологии, с 1957 по 1977 годы — начальник кафедры гистологии и эмбриологии Военно-медицинской академии имени С. М. Кирова. С 1948 по 1957 годы —  заведующий кафедрой гистологии Ленинградского санитарно-гигиенического медицинского института.
В 1934 году С. И. Щелкунов защитил диссертацию на соискание учёной степени кандидата медицинских наук, а в 1937 году — диссертацию на соискание учёной степени доктора медицинских наук по теме «Сосудистая мезенхима и ее роль в постэмбриональном морфогенезе кровеносных сосудов». В 1939 году С. И. Щелкунову было присвоено учёное звание профессора. В 1953 году был избран член-корреспондентом АМН СССР.
С. И. Щелкунов являлся разработчиком общей теории гистогенеза и основных принципов детерминации, интеграции и гетерохронности развития клеточных структур. Основная научно-педагогическая деятельность С. И. Щелкунова была связана с вопросами в области особенностей гистогенеза различных тканей в условиях малигнизации и экстремальных условиях, изучения динамики деятельности клеток и её зависимость от объемного соотношения ядра и цитоплазмы, исследования строения и реактивности тканей кровеносных сосудов и эндокарда у позвоночника. С. И. Щелкунов являлся автором более ста научных трудов, в том числе трёх монографий, им было подготовлено тридцать кандидатских и восемь докторских диссертаций.
Скончался 28 марта 1977 года в Ленинграде. Похоронен в Ленинграде на Богословском кладбище (участок 30).

## Основные труды
- Руководство по гистологии: учебник для медицинских институтов / А. А. Заварзин, С. И. Щелкунов. - 7-е изд., перераб. и доп. - Ленинград : Медгиз, Ленинградское отд-ние, 1954 г. — 700 с.
- Клеточная теория и учение и тканях / Ленинград : Медгиз. Ленингр. отд-ние, 1958 г. — 224 с.
- Методическое пособие к практическим занятиям по гистологии / С. И. Щелкунов, Н. И. Григорьев. - Ленинград : Медгиз. Ленингр. отд-ние, 1961 г. — 130 с.
- Цитологический и гистологический анализ развития нормальных и малигнизированных структур / Москва : Медицина. Ленингр. отд-ние, 1971 г. — 399 с.
- Основные принципы клеточной дифференцировки / С.И. Щелкунов ; Акад. мед. наук. - Москва : Медицина, 1977 г. — 255 с.

## Награды и премии
- Орден Октябрьской революции
- Орден Красного Знамени (10.11.1944)
- Орден Красной Звезды (03.11.1944)
- Медаль «За победу над Германией в Великой Отечественной войне 1941—1945 гг.»[6]